# Srdcerváči (seriál)
Srdcerváči (v originále Heartstopper) jsou britský televizní seriál inspirovaný stejnojmennou sérií grafických románů Alice Osemanové.
První osmidílná řada díly byla zveřejněna dne 22. dubna 2022 na Netflixu. Dne 20. května 2022 bylo potvrzeno prodloužení seriálu o druhou a třetí řadu, přičemž produkce druhé řady započala v září 2022. Dne 24. dubna 2023 byla její premiéra oznámena na 3. srpna 2023.. Dne 13. května 2024 bylo oznámeno, že třetí řada vyjde 3. října 2024. Dne 22. dubna 2025 bylo oznámeno, že celý seriál bude zakončen závěrečným filmem, který se začne natáčet během léta 2025.

## Děj
Hlavními postavami seriálu jsou spolužáci Nick Nelson a Charlie Spring, kteří navštěvují chlapeckou školu Truham Grammar School. Charlie je vyoutovaný gay, kvůli čemuž v předchozím školním roce zažíval šikanu. Nick je členem školního ragbyového mužstva. Když jsou na začátku nového školního roku posazeni vedle sebe, poznají se lépe a Charlie se do Nicka zamiluje.

## Obsazení

### Hlavní postavy
| Kit Connor         | Nicholas „Nick“ Nelson                                  |
| Joe Locke          | Charles „Charlie“ Spring                                |
| William Gao        | Tao Xu, kamarád Charlieho                               |
| Yasmin Finney      | Elle Argentová, transgender dívka a kamarádka Charlieho |
| Corinna Brownová   | Tara Jonesová, kamarádka Elle                           |
| Kizzy Edgellová    | Darcy Olssonová, přítelkyně Tary                        |
| Tobie Donovan      | Isaac Henderson, kamarád Charlieho                      |
| Jenny Walserová    | Victoria „Tori“ Springová, sestra Charlieho             |
| Sebastian Croft    | Benjamin „Ben“ Hope, bývalý přítel Charlieho            |
| Cormac Hyde-Corrin | Harry Greene                                            |
| Rhea Norwoodová    | Imogen Heaneyová                                        |
| Fisayo Akinade     | učitel Nathan Ajayi                                     |
| Chetna Pandyaová   | učitelka Singhová                                       |
| Olivia Colmanová   | Sarah Nelsonová, matka Nicka                            |
| Jack Barton        | David Nelson, bratr Nicka (2. řada)                     |
| Leila Khanová      | Sahar Zahidová, nová studentka Higgsu (2. řada)         |
| Nima Taleghani     | učitel Youssef Farouk                                   |

### Vedlejší postavy
| Araloyin Oshunremi       | Otis Smith, kamarád Nicka, Christiana a Saie                                       |
| Evan Ovenell             | Christian McBride, kamarád Nicka, Otise a Saie                                     |
| Ashwin Viswanath         | Sai Verma, kamarád Nicka, Christiana a Otise                                       |
| Georgina Richová         | Jane Springová, matka Charlieho a Tori                                             |
| Joseph Balderrama        | Julio Spring, otec Charlieho a Tori                                                |
| Momo Yeung               | Yan Xu, matka Tao Xu                                                               |
| Alan Turkington          | učitel Lange                                                                       |
| Stephen Fry              | ředitel Truhamské chlapecké školy                                                  |
| Bradley Riches           | James McEwan, student, líbí se mu Isaac (1. řada: host, 2. řada: vedlejší postava) |
| Bel Priestleyová         | Naomi Russellová, transgender studentka umělecké školy (2. řada)                   |
| Ash Selfová              | Felix, studentka umělecké školy (2. řada)                                          |
| Thibault de Montalembert | Stéphane Nelson, otec Nicka a Davida, bývalý manžel Sarah (2. řada)                |

## Seznam dílů

### První řada (2022)
| Č. v seriálu | Č. v řadě | Původní název | Český název | Režie     | Scénář       | Premiéra       |
| ------------ | --------- | ------------- | ----------- | --------- | ------------ | -------------- |
| 1            | 1         | Meet          | Seznámení   | Euros Lyn | Alice Oseman | 22. dubna 2022 |
| 2            | 2         | Crush         | Pobláznění  | Euros Lyn | Alice Oseman | 22. dubna 2022 |
| 3            | 3         | Kiss          | Polibek     | Euros Lyn | Alice Oseman | 22. dubna 2022 |
| 4            | 4         | Secret        | Tajemství   | Euros Lyn | Alice Oseman | 22. dubna 2022 |
| 5            | 5         | Friend        | Kamarád     | Euros Lyn | Alice Oseman | 22. dubna 2022 |
| 6            | 6         | Girls         | Holky       | Euros Lyn | Alice Oseman | 22. dubna 2022 |
| 7            | 7         | Bully         | Šikana      | Euros Lyn | Alice Oseman | 22. dubna 2022 |
| 8            | 8         | Boyfriend     | Přítel      | Euros Lyn | Alice Oseman | 22. dubna 2022 |

### Druhá řada (2023)
| Č. v seriálu | Č. v řadě | Původní název | Český název        | Režie     | Scénář       | Premiéra      |
| ------------ | --------- | ------------- | ------------------ | --------- | ------------ | ------------- |
| 9            | 1         | Out           | Ať to všichni vědí | Euros Lyn | Alice Oseman | 3. srpna 2023 |
| 10           | 2         | Family        | Rodina             | Euros Lyn | Alice Oseman | 3. srpna 2023 |
| 11           | 3         | Promise       | Slib               | Euros Lyn | Alice Oseman | 3. srpna 2023 |
| 12           | 4         | Challenge     | Výzva              | Euros Lyn | Alice Oseman | 3. srpna 2023 |
| 13           | 5         | Heat          | Žhavý den          | Euros Lyn | Alice Oseman | 3. srpna 2023 |
| 14           | 6         | Truth / Dare  | Vadí nevadí        | Euros Lyn | Alice Oseman | 3. srpna 2023 |
| 15           | 7         | Sorry         | Promiň             | Euros Lyn | Alice Oseman | 3. srpna 2023 |
| 16           | 8         | Perfect       | Boží               | Euros Lyn | Alice Oseman | 3. srpna 2023 |

### Třetí řada (2024)
| Č. v seriálu | Č. v řadě | Původní název | Český název | Režie        | Scénář       | Premiéra      |
| ------------ | --------- | ------------- | ----------- | ------------ | ------------ | ------------- |
| 17           | 1         | Love          | Láska       | Andy Newbery | Alice Oseman | 3. října 2024 |
| 18           | 2         | Home          | Domov       | Andy Newbery | Alice Oseman | 3. října 2024 |
| 19           | 3         | Talk          | Rozhovor    | Andy Newbery | Alice Oseman | 3. října 2024 |
| 20           | 4         | Journey       | Cesta       | Andy Newbery | Alice Oseman | 3. října 2024 |
| 21           | 5         | Winter        | Zima        | Andy Newbery | Alice Oseman | 3. října 2024 |
| 22           | 6         | Body          | Tělo        | Andy Newbery | Alice Oseman | 3. října 2024 |
| 23           | 7         | Together      | Spolu       | Andy Newbery | Alice Oseman | 3. října 2024 |
| 24           | 8         | Apart         | Od sebe     | Andy Newbery | Alice Oseman | 3. října 2024 |